# 5858 Borovitskia
5858 Borovitskia eller 1978 SU5 är en asteroid i huvudbältet som upptäcktes den 28 september 1978 av den ryska astronomen Ljudmila Tjernych vid Krims astrofysiska observatorium på Krim. Den är uppkallad efter Borovitskia kullen i Moskva.
Asteroiden har en diameter på ungefär 5 kilometer och den tillhör asteroidgruppen Vesta.